# العلاقات الدنماركية الكوستاريكية
العلاقات الدنماركية الكوستاريكية هي العلاقات الثنائية التي تجمع بين الدنمارك وكوستاريكا.

## مقارنة بين البلدين
هذه مقارنة عامة ومرجعية للدولتين:
| وجه المقارنة                                              | الدنمارك                                                     | كوستاريكا                                 |
| --------------------------------------------------------- | ------------------------------------------------------------ | ----------------------------------------- |
| المساحة (كم2)                                             | 42.92 ألف                                                    | 51.10 ألف                                 |
| عدد السكان (نسمة)                                         | 5.79 مليون                                                   | 4.91 مليون                                |
| الكثافة السكانية (ن./كم²)                                 | 134.9                                                        | 96.09                                     |
| العاصمة                                                   | كوبنهاغن                                                     | سان خوسيه                                 |
| اللغة الرسمية                                             | اللغة الدنماركية                                             | اللغة الإسبانية                           |
| العملة                                                    | كرونة دنماركية                                               | كولون كوستاريكي                           |
| الناتج المحلي الإجمالي (بليون دولار)                      | 324.87 مليار                                                 | 57.06 مليار                               |
| الناتج المحلي الإجمالي (تعادل القوة الشرائية) بليون دولار | 278.61 مليار                                                 | 74.98 مليار                               |
| الناتج المحلي الإجمالي الاسمي للفرد دولار أمريكي          | 51.99 ألف                                                    | 11.26 ألف                                 |
| الناتج المحلي الإجمالي للفرد دولار أمريكي                 | 45.54 ألف                                                    | 14.92 ألف                                 |
| مؤشر التنمية البشرية                                      | 0.900                                                        | 0.766                                     |
| رمز المكالمات الدولي                                      | +45                                                          | +506                                      |
| رمز الإنترنت                                              | .dk                                                          | .cr، قائمة نطاقات المستوى الأعلى للإنترنت |
| المنطقة الزمنية                                           | توقيت وسط أوروبا، ت ع م+02:00، ت ع م+01:00، أوروبا/كوبنهاجن ‏ | 00                                        |

## منظمات دولية مشتركة
يشترك البلدان في عضوية مجموعة من المنظمات الدولية، منها:
| علم المنظمة | اسم المنظمة                               | تاريخ انضمام الدنمارك | تاريخ انضمام كوستاريكا |
| ----------- | ----------------------------------------- | --------------------- | ---------------------- |
|             | الاتحاد البريدي العالمي                   | ?                     | ?                      |
|             | يونسكو                                    | 4 نوفمبر 1946         | 19 مايو 1950           |
|             | البنك الدولي للإنشاء والتعمير             | 30 نوفمبر 1960        | 8 يناير 1946           |
|             | منظمة التجارة العالمية                    | 1995                  | ?                      |
|             | وكالة ضمان الاستثمار متعدد الأطراف        | 12 أبريل 1988         | 8 فبراير 1994          |
|             | الاتحاد الدولي للاتصالات                  | 1866                  | 13 سبتمبر 1932         |
|             | منظمة الشرطة الجنائية الدولية             | ?                     | ?                      |
|             | مؤسسة التمويل الدولية                     | 20 يوليو 1956         | 20 يوليو 1956          |
|             | الأمم المتحدة                             | 24 أكتوبر 1945        | 2 نوفمبر 1945          |
|             | مؤسسة التنمية الدولية                     | 30 نوفمبر 1960        | 30 يونيو 1961          |
|             | الفريق المعني برصد الأرض                  | ?                     | ?                      |
|             | منظمة حظر الأسلحة الكيميائية              | ?                     | ?                      |
|             | المركز الدولي لتسوية المنازعات الاستشارية | 24 مايو 1968          | 27 مايو 1993           |

## أعلام
هذه قائمة لبعض الشخصيات التي تربطها علاقات بالبلدين:
- خوسيه ماريا فيغيريس (سياسي كوستاريكي، 24 ديسمبر 1954 – )
- كارين اولسن بيك (31 يناير 1933 – )

## وصلات خارجية
- موقع وزارة الخارجية الدنماركية
- موقع وزارة الخارجية الكوستاريكية